# Przemyśl
Przemyśl (IPA: /pʐɛmɨɕl/, in ucraino Перемишль?, Peremyšl'; in tedesco Premissel) è una città polacca del distretto di Przemyśl, nel voivodato della Precarpazia.
Ricopre una superficie di 44 km² e nel 2019 contava 60 999 abitanti. Fu la capitale del voivodato di Przemyśl. Attraversata dal fiume San, sorge in una zona strategica, a 15 chilometri di distanza dalla frontiera con l'Ucraina.

## Geografia fisica
Si estende su una superficie di 44 km² e nel 2019 contava 60 999 abitanti.

## Storia
Przemyśl è ritenuta la seconda più antica città polacca dopo Cracovia. Esistono resti di un insediamento monastico che risalgono al nono secolo; la prima menzione dell'area risale al 981 da Nestore di Pečers'k, quando fu conquistata da Vladimir I di Kiev; nel 1018 viene sancito il ritorno della città alla Polonia, che però fu ripresa dalla Rus' nel 1031. Nell'XI e XII secolo Przemyśl fu la capitale di uno dei principati della Rus' di Kiev.
Nel 1340 fu conquistata da Casimiro III di Polonia ed entrò a far parte del regno polacco.
Nel corso del Rinascimento Przemyśl fiorì, la sua popolazione era composta da genti delle più svariate etnie, come polacchi ebrei, ucraini, armeni, cechi e tedeschi. Venne aperta una sinagoga e nel 1617 il collegio dei gesuiti. Con il diluvio ed il generale declino dello stato polacco, le fortune di Przemyśl calarono, ciò nonostante vi fu inaugurata nel 1754, dal vescovo locale, la prima biblioteca di tutta la Polonia. Nel 1772 venne occupata dagli austriaci che la elevarono, almeno fino all'occupazione di Leopoli, capitale della Galizia. Nel 1804 aprì i battenti anche la prima biblioteca ucraina. Sempre in quell'epoca, secondo un censimento, a Przemyśl un abitante su sette era di confessione greco-ucraina, questo dato la rende la città con la più alta percentuale di abitanti ucraini.
Nel corso della guerra di Crimea, a causa delle crescenti tensioni tra russi ed austriaci, questi ultimi edificarono attorno alla città una serie di fortificazioni per una lunghezza di 15 km. La ferrovia per Cracovia e Leopoli fu aperta nel 1861. Tra il 1888 ed il 1914 le difese di Przemyśl furono a tal punto ampliate da fare della città la terza fortezza d'Europa per grandezza. Furono costruiti 44 forti in un raggio di 45 km e la fortezza venne progettata per ospitare una guarnigione di 85.000 uomini.
Durante la prima guerra mondiale, tra il settembre del 1914 ed il marzo del 1915, la città subì un lungo assedio ad opera dei russi che, con gravi perdite, la conquistarono. Tuttavia il 3 giugno 1915 la fortezza era già tornata nelle mani degli Imperi centrali. Al termine del conflitto Przemyśl fu al centro della guerra polacco-ucraina tra le due nuove entità statali che stavano sorgendo in quei giorni: la Polonia e la Repubblica Nazionale dell'Ucraina Occidentale. Il 1º novembre 1918 si formò un governo che riuniva nei suoi esponenti le varie etnie della città ma, pochi giorni dopo, gli ucraini, con un colpo di mano, rovesciarono l'esecutivo e si impossessarono della parte orientale della città. Dopo alcuni giorni i polacchi riuscirono ad ottenere il completo controllo della città. Przemyśl divenne così una città della rinata Polonia, all'interno del voivodato di Leopoli.
Alla vigilia dello scoppio della seconda guerra mondiale, risiedevano a Przemyśl 16 500 ebrei. Con l'invasione della Polonia da parte della Germania e dell'Unione Sovietica, la città si ritrovò tagliata in due dal nuovo confine, lungo il fiume San, che divideva le zone d'occupazione dei due eserciti. Molti ebrei passarono il fiume per rifugiarsi presso i russi ma, nel 1942 iniziarono le prime deportazioni e 22 000 ebrei di Przemyśl e dei paesi vicini furono rinchiusi nel ghetto. Pochi di loro riuscirono a sfuggire ai rastrellamenti ma, con l'aiuto dell'Armia Krajowa, almeno 500 ebrei poterono essere salvati. Nei pressi di Przemyśl sorgeva a Neribka un campo di concentramento nazista, attivo dal dicembre del 1942 al luglio del 1944. Al termine del conflitto, Przemyśl si trovò a pochi passi dal nuovo confine polacco-sovietico. Con la cosiddetta operazione Vistola, vennero espulsi dalla città tutti i suoi abitanti ucraini, prontamente sostituiti da profughi polacchi galiziani. Il crollo dell'Unione Sovietica e l'apertura del confine all'inizio degli anni '90 hanno favorito una rinascita commerciale per la città.

## Monumenti e luoghi d'interesse

### Architetture religiose
- Cattedrale dell'Assunzione di Maria Vergine e San Giovanni Battista, sede dell'arcidiocesi cittadina, fu costruita in vari passaggi tra il XIV secolo ed il XVIII secolo.
- Cattedrale di San Giovanni Battista fu costruita nel XVII secolo dai Gesuiti ed intitolata a Sant'Ignazio. Dal 1991 è sede dell'arcieparchia di Przemyśl-Varsavia della Chiesa greco-cattolica ucraina.
- Sinagoga Nuova, costruita tra il 1910 ed il 1918, ed oggi sede di una biblioteca.
- Chiesa delle Carmelitane, costruita nel XVII secolo.
- Chiesa dei Francescani
- Sinagoga Zasanie

### Architetture militari
- Castello, costruito nel XIV secolo dal re polacco Casimiro III il Grande
- Resti delle fortificazioni austroungariche

### Architetture civili
- Palazzo Lubomirski

## Cultura

### Istruzione

#### Musei
- Museo Nazionale
- Museo delle Campane e delle Pipe
- Museo Diocesano

## Sport
Le due principali società sportive cittadine sono il Polonia Przemyśl ed il Czuwaj Przemyśl.

## Amministrazione

### Gemellaggi
Przemyśl è gemellata con le seguenti città:
- Paderborn, dal 1993
- Leopoli, dal 1995
- Eger, dal 2003
- South Kesteven
- Truskavec'
- Kam"janec'-Podil's'kyj
- Chivasso, dal 2016